# Seize préfectures
Les Seize préfectures (chinois simplifié : 燕云十六州 ; chinois traditionnel : 燕雲十六州 ; pinyin : Yānyún Shíliù Zhōu) constituent une région en Chine septentrionale qui s'étendait de l'ouest de l'actuelle ville de Pékin jusqu'à Datong. Ce territoire représente une bande large d'environ 100 à 160 km. Il couvre l'actuelle province du Hebei et du Shanxi et devient une terre de convoitise entre les Khitans de la dynastie Liao au nord et les Turcs Shatuo des dynasties des Tang postérieurs, des Jin postérieurs et des Hans postérieurs, tout comme les Chinois de l'ethnie Han des dynasties des Zhou postérieurs et des Song.

## Géographie
Les Seize préfectures sont en réalité au nombre de neuf. Elles s'étendent des côtes de la mer de Bohai, près de l'actuelle ville de Pékin jusqu'à la ville de Datong dans la province du Shanxi. Le terrain est montagneux et possède de nombreuses passes stratégiques vitales dans la défense du fief des Chinois face aux nomades des steppes du nord. Les Seize préfectures englobent également les restes de murs, reliques du système défensif mis en place au Xe siècle pour séparer les territoires chinois de ceux des steppes du nord.

## Cinq dynasties
Après la chute de la dynastie Tang en 907, un nouveau pouvoir se développe dans le nord de la Chine. Les Khitans sont dirigés par Yelü Abaoji, membre de la tribu Yila, après environ deux siècles de suprématie du clan Yaolin. Alors qu'Abaoji installe son pouvoir au nord avec les hommes de la steppe, la Chine septentrionale fait face à l'instabilité politique.
La première des Cinq dynasties est celle des Liang postérieurs qui existe entre 907 et 923. Durant cette période, les Seize préfectures sont encore sous contrôle des Chinois. La plus grande menace pour les Liang n'est pas encore les Khitans, mais un autre peuple assimilé, connu sous le nom des Turcs Shatuo, dans la région du Shanxi.
Les Turcs Shatuo renforcent leur pouvoir dans les années 910, jusqu'en 923. Ils parviennent à battre les Liang postérieurs avec l'aide des Khitans et fondent la dynastie des Tang postérieurs. Les Tang postérieurs prennent alors le contrôle des Seize préfectures. Même s'ils sont la plus grande des Cinq dynasties, les relations avec les Khitans ne tardent pas à se dégrader et ces derniers s'imposent peu à peu comme la nouvelle puissance au nord.

## Règne Liao
Les Khitans se rebellent contre les Tang postérieurs et fondent la dynastie Jin postérieurs en 936. Les Khitans sont alors assez puissants pour contrôler la plupart de la Chine septentrionale. Ils utilisent leur rôle dans la fondation de la dynastie pour réclamer et obtenir les Seize préfectures.
Sous le règne Khitan, les Seize préfectures sont divisées en deux avec une première capitale à l'actuelle Pékin et la seconde plus à l'ouest à Datong. Les deux divisions font partie de la chancellerie méridionale, une des deux divisions frontalières de la dynastie Liao.
Les Seize préfectures deviennent un tremplin pour la dynastie Liao qui voudrait exercer son influence en Chine septentrionale. La pression des Khitans exercée par la capitale méridionale entraîne la chute des Jin postérieurs en 946. Les Liao peuvent en fait pénétrer un peu plus en Chine jusqu'au fleuve Jaune. Toutefois, l'empereur Taizong de Liao est désabusé dans la gouvernance de tant de personnes sédentaires et il décide de se retirer dans la capitale méridionale. Mais les Chinois opère une farouche résistance sur la route de la retraite et Taizong meurt en 947. Une crise de succession apparaît dans le gouvernement Liao, créant une possibilité de nouvelle dynastie en Chine septentrionale.
Le territoire des Seize préfectures est encore aux mains des Liao. Toutefois, en 960, la dynastie Song met fin aux troubles qui sévissent en Chine du nord depuis 907. En 979, ils unifient en grande partie le royaume, exception faite des Seize préfectures.

## Liao-Song et les Seize préfectures
Dans un premier temps, les Liao et les Song entretiennent des relations amicales dans les années 960 et jusqu'au milieu des années 970. La dynastie Song est affairée au sud pour réunifier le royaume de Chine. Toutefois, malgré l'échange d'ambassades en 974 et le développement de commerce profitable entre les deux états, il existe d'importantes failles dans cette relation. La première est le support continu à l'état des Han du nord des Turcs Shatuo. La seconde est le refus de la dynastie Song d'accepter la possession par les Liao des Seize préfectures.
Alors que les Song conquièrent avec succès les Han du nord en 979, l'empereur décide de lancer une offensive contre les Liao dans les Seize préfectures. Song Taizong mène ses troupes fatiguées et malades jusqu'à la capitale septentrionale des Liao (actuelle Pékin). Les frontières des Liao sont traversées en mai et peu de résistance ne s'oppose aux Song dans un premier temps. Le 20 juillet, les Song attaquent la capitale septentrionale. Dix jours plus tard, le premier contingent de cavalerie des Liao arrive. La bataille de la rivière Gaoling qui suit le 1er août conduit à une déroute totale des forces Song, qui se retirent à Kaifeng. Les Seize préfectures restent donc sous contrôle Liao.
Les Song tentent une nouvelle attaque en 986, quatre ans après qu'un enfant de onze ans ait accédé au trône Liao. Trois fronts d'attaque sont constitués, mais les Liao enregistrent des victoires décisive contre les trois armées Song. L'empereur Liao Shengzong, âgé de quinze ans, mène personnellement la victoire décisive de la bataille de la passe de Qigou.
Dans les années 990, les relations entre les Song et les Liao se dégradent progressivement. En 999, les Liao utilisent les Seize préfectures comme base de lancement d'attaques victorieuses, mais non décisives, contre les Song. En 1004, l'empereur Liao Shenzong lance une autre campagne majeure contre les Song. Le traité de Shanyuan signé en 1005 conclut le paiement d'un tribut annuel de la dynastie Song à la dynastie Liao. Ce traité constitue le guide des relations entre les deux dynasties jusqu'à la chute des Liao. Les Seize préfectures restent sous leur contrôle jusqu'à cette date.